# Alphaproteobacteria
Alphaproteobacteria (también Alpha Proteobacteria o α-bacteria) son proteobacterias muy diversas que poseen algunas características comunes y comparten un ancestro común. Como la mayoría de las proteobacterias, son estructuralmente Gram negativas, pero algunos de sus miembros son parásitos intracelulares que carecen de peptidoglicano, por lo que su tinción Gram es variable.

## Tipos
Alphaproteobacteria es un grupo muy diverso:

### Fotótrofos
Son bacterias púrpuras no del azufre, que poseen bacterioclorofila a o b y varios tipos de carotenoides, pigmentos que se localizan en la membrana citoplasmática y el sistema de membranas internas. Son fotótrofos cuyo metabolismo puede ser fotosintético anoxigénico o fotoorganoheterótrofo. Pueden ser de varios colores: beige, verde oliva, marrón, marrón-melocotón, marrón rojizo, rojo o rosa y tienen espectros de absorción característicos.
Se sitúan en algunos órdenes como Rhodospirillales (por ejemplo Rhodospirillum, Rhodopila), Rhizobiales (como Rhodopseudomonas, Rhodomicrobium, Rhodobium) y Rhodobacterales (Rhodobacter).

### Intracelulares
Son quimiótrofos que dentro de su ciclo de vida habitan en el interior de células eucariotas huéspedes, ya sea como patógenos (p. ej. Rickettsia) o como endosimbiontes (p. ej. Wolbachia en artrópodos).
Un endosimbionte debió ser el ancestro de las mitocondrias, dentro del origen de los eucariontes, pues una proteobacteria alfa de tipo rickettsial -la protomitocondria-, debió ser engullida o haber parasitado la célula protoeucariota.
Hay especies de Rhizobium que viven en nódulos de las raíces de leguminosas en donde realizan la fijación de nitrógeno, con lo que la planta puede sintetizar compuestos como las proteínas. Una especie de interés tecnológico es Rhizobium radiobacter (antes Agrobacterium tumefaciens), que a menudo utilizan los científicos para transferir ADN extraño en los genomas de plantas.

### Oligótrofos
Los oligótrofos son los organismos quimiótrofos de vida libre que necesitan muy pocos nutrientes para subsistir como Caulobacter, lo que redunda en el éxito evolutivo de estas especies. Pelagibacter ubique es una proteobacteria alfa del picoplancton marino que está ampliamente distribuida y puede constituir más del 10% de la comunidad microbiana del océano abierto.

## Filogenia
Las proteobacterias alfa están relacionadas con las beta y gamma dentro del clado denominado Rhodobacteria.
El análisis del ARNr 16S de los subgrupos ha dado el siguiente resultado (los grupos parafiléticos van entre comillas):
|  | "Rhodobacterales" |
|  |                   |
|  | Parvularculales   |
|  |                   |

|  | "Rhizobiales"   |
|  |                 |
|  | Caulobacterales |
|  |                 |

|  | "Rhodobacterales" |
|  |                   |
|  | Parvularculales   |
|  |                   |

|  | "Rhizobiales"   |
|  |                 |
|  | Caulobacterales |
|  |                 |

|  | "Rhodobacterales" |
|  |                   |
|  | Parvularculales   |
|  |                   |

|  | "Rhizobiales"   |
|  |                 |
|  | Caulobacterales |
|  |                 |

|  | "Rhodobacterales" |
|  |                   |
|  | Parvularculales   |
|  |                   |

|  | "Rhizobiales"   |
|  |                 |
|  | Caulobacterales |
|  |                 |

|  | "Rhodobacterales" |
|  |                   |
|  | Parvularculales   |
|  |                   |

|  | "Rhizobiales"   |
|  |                 |
|  | Caulobacterales |
|  |                 |

|  | "Rhodobacterales" |
|  |                   |
|  | Parvularculales   |
|  |                   |

|  | "Rhizobiales"   |
|  |                 |
|  | Caulobacterales |
|  |                 |

|  | "Rhodobacterales" |
|  |                   |
|  | Parvularculales   |
|  |                   |

|  | "Rhizobiales"   |
|  |                 |
|  | Caulobacterales |
|  |                 |

|  | "Rhodobacterales" |
|  |                   |
|  | Parvularculales   |
|  |                   |

|  | "Rhizobiales"   |
|  |                 |
|  | Caulobacterales |
|  |                 |

|  | "Rhodobacterales" |
|  |                   |
|  | Parvularculales   |
|  |                   |

|  | "Rhizobiales"   |
|  |                 |
|  | Caulobacterales |
|  |                 |

|  | "Rhodobacterales" |
|  |                   |
|  | Parvularculales   |
|  |                   |

|  | "Rhizobiales"   |
|  |                 |
|  | Caulobacterales |
|  |                 |

|  | "Rhodobacterales" |
|  |                   |
|  | Parvularculales   |
|  |                   |

|  | "Rhizobiales"   |
|  |                 |
|  | Caulobacterales |
|  |                 |

|  | "Rhodobacterales" |
|  |                   |
|  | Parvularculales   |
|  |                   |

|  | "Rhizobiales"   |
|  |                 |
|  | Caulobacterales |
|  |                 |

|  | "Rhodobacterales" |
|  |                   |
|  | Parvularculales   |
|  |                   |

|  | "Rhizobiales"   |
|  |                 |
|  | Caulobacterales |
|  |                 |

|  | "Rhodobacterales" |
|  |                   |
|  | Parvularculales   |
|  |                   |

|  | "Rhizobiales"   |
|  |                 |
|  | Caulobacterales |
|  |                 |

|  | "Rhodobacterales" |
|  |                   |
|  | Parvularculales   |
|  |                   |

|  | "Rhizobiales"   |
|  |                 |
|  | Caulobacterales |
|  |                 |

|  | "Rhodobacterales" |
|  |                   |
|  | Parvularculales   |
|  |                   |

|  | "Rhizobiales"   |
|  |                 |
|  | Caulobacterales |
|  |                 |

|  | "Rhodobacterales" |
|  |                   |
|  | Parvularculales   |
|  |                   |

|  | "Rhizobiales"   |
|  |                 |
|  | Caulobacterales |
|  |                 |

|  | "Rhodobacterales" |
|  |                   |
|  | Parvularculales   |
|  |                   |

|  | "Rhizobiales"   |
|  |                 |
|  | Caulobacterales |
|  |                 |

|  | "Rhodobacterales" |
|  |                   |
|  | Parvularculales   |
|  |                   |

|  | "Rhizobiales"   |
|  |                 |
|  | Caulobacterales |
|  |                 |

|  | "Rhodobacterales" |
|  |                   |
|  | Parvularculales   |
|  |                   |

|  | "Rhizobiales"   |
|  |                 |
|  | Caulobacterales |
|  |                 |

|  | "Rhodobacterales" |
|  |                   |
|  | Parvularculales   |
|  |                   |

|  | "Rhizobiales"   |
|  |                 |
|  | Caulobacterales |
|  |                 |

|  | "Rhodobacterales" |
|  |                   |
|  | Parvularculales   |
|  |                   |

|  | "Rhizobiales"   |
|  |                 |
|  | Caulobacterales |
|  |                 |

|  | "Rhodobacterales" |
|  |                   |
|  | Parvularculales   |
|  |                   |

|  | "Rhizobiales"   |
|  |                 |
|  | Caulobacterales |
|  |                 |

|  | "Rhodobacterales" |
|  |                   |
|  | Parvularculales   |
|  |                   |

|  | "Rhizobiales"   |
|  |                 |
|  | Caulobacterales |
|  |                 |

|  | "Rhodobacterales" |
|  |                   |
|  | Parvularculales   |
|  |                   |

|  | "Rhizobiales"   |
|  |                 |
|  | Caulobacterales |
|  |                 |

|  | "Rhodobacterales" |
|  |                   |
|  | Parvularculales   |
|  |                   |

|  | "Rhizobiales"   |
|  |                 |
|  | Caulobacterales |
|  |                 |

|  | "Rhodobacterales" |
|  |                   |
|  | Parvularculales   |
|  |                   |

|  | "Rhizobiales"   |
|  |                 |
|  | Caulobacterales |
|  |                 |

|  | "Rhodobacterales" |
|  |                   |
|  | Parvularculales   |
|  |                   |

|  | "Rhizobiales"   |
|  |                 |
|  | Caulobacterales |
|  |                 |

|  | "Rhodobacterales" |
|  |                   |
|  | Parvularculales   |
|  |                   |

|  | "Rhizobiales"   |
|  |                 |
|  | Caulobacterales |
|  |                 |

|  | "Rhodobacterales" |
|  |                   |
|  | Parvularculales   |
|  |                   |

|  | "Rhizobiales"   |
|  |                 |
|  | Caulobacterales |
|  |                 |

|  | "Rhodobacterales" |
|  |                   |
|  | Parvularculales   |
|  |                   |

|  | "Rhizobiales"   |
|  |                 |
|  | Caulobacterales |
|  |                 |

|  | "Rhodobacterales" |
|  |                   |
|  | Parvularculales   |
|  |                   |

|  | "Rhizobiales"   |
|  |                 |
|  | Caulobacterales |
|  |                 |

|  | "Rhodobacterales" |
|  |                   |
|  | Parvularculales   |
|  |                   |

|  | "Rhizobiales"   |
|  |                 |
|  | Caulobacterales |
|  |                 |

|  | "Rhodobacterales" |
|  |                   |
|  | Parvularculales   |
|  |                   |

|  | "Rhizobiales"   |
|  |                 |
|  | Caulobacterales |
|  |                 |

|  | "Rhodobacterales" |
|  |                   |
|  | Parvularculales   |
|  |                   |

|  | "Rhizobiales"   |
|  |                 |
|  | Caulobacterales |
|  |                 |

|  | "Rhodobacterales" |
|  |                   |
|  | Parvularculales   |
|  |                   |

|  | "Rhizobiales"   |
|  |                 |
|  | Caulobacterales |
|  |                 |

|  | "Rhodobacterales" |
|  |                   |
|  | Parvularculales   |
|  |                   |

|  | "Rhizobiales"   |
|  |                 |
|  | Caulobacterales |
|  |                 |

|  | "Rhodobacterales" |
|  |                   |
|  | Parvularculales   |
|  |                   |

|  | "Rhizobiales"   |
|  |                 |
|  | Caulobacterales |
|  |                 |

|  | "Rhodobacterales" |
|  |                   |
|  | Parvularculales   |
|  |                   |

|  | "Rhizobiales"   |
|  |                 |
|  | Caulobacterales |
|  |                 |

|  | "Rhodobacterales" |
|  |                   |
|  | Parvularculales   |
|  |                   |

|  | "Rhizobiales"   |
|  |                 |
|  | Caulobacterales |
|  |                 |

|  | "Rhodobacterales" |
|  |                   |
|  | Parvularculales   |
|  |                   |

|  | "Rhizobiales"   |
|  |                 |
|  | Caulobacterales |
|  |                 |

|  | "Rhodobacterales" |
|  |                   |
|  | Parvularculales   |
|  |                   |

|  | "Rhizobiales"   |
|  |                 |
|  | Caulobacterales |
|  |                 |

|  | "Rhodobacterales" |
|  |                   |
|  | Parvularculales   |
|  |                   |

|  | "Rhizobiales"   |
|  |                 |
|  | Caulobacterales |
|  |                 |

|  | "Rhodobacterales" |
|  |                   |
|  | Parvularculales   |
|  |                   |

|  | "Rhizobiales"   |
|  |                 |
|  | Caulobacterales |
|  |                 |

|  | "Rhodobacterales" |
|  |                   |
|  | Parvularculales   |
|  |                   |

|  | "Rhizobiales"   |
|  |                 |
|  | Caulobacterales |
|  |                 |

|  | "Rhodobacterales" |
|  |                   |
|  | Parvularculales   |
|  |                   |

|  | "Rhizobiales"   |
|  |                 |
|  | Caulobacterales |
|  |                 |

|  | "Rhodobacterales" |
|  |                   |
|  | Parvularculales   |
|  |                   |

|  | "Rhizobiales"   |
|  |                 |
|  | Caulobacterales |
|  |                 |

|  | "Rhodobacterales" |
|  |                   |
|  | Parvularculales   |
|  |                   |

|  | "Rhizobiales"   |
|  |                 |
|  | Caulobacterales |
|  |                 |

|  | "Rhodobacterales" |
|  |                   |
|  | Parvularculales   |
|  |                   |

|  | "Rhizobiales"   |
|  |                 |
|  | Caulobacterales |
|  |                 |

|  | "Rhodobacterales" |
|  |                   |
|  | Parvularculales   |
|  |                   |

|  | "Rhizobiales"   |
|  |                 |
|  | Caulobacterales |
|  |                 |

|  | "Rhodobacterales" |
|  |                   |
|  | Parvularculales   |
|  |                   |

|  | "Rhizobiales"   |
|  |                 |
|  | Caulobacterales |
|  |                 |

|  | "Rhodobacterales" |
|  |                   |
|  | Parvularculales   |
|  |                   |

|  | "Rhizobiales"   |
|  |                 |
|  | Caulobacterales |
|  |                 |

|  | "Rhodobacterales" |
|  |                   |
|  | Parvularculales   |
|  |                   |

|  | "Rhizobiales"   |
|  |                 |
|  | Caulobacterales |
|  |                 |

|  | "Rhodobacterales" |
|  |                   |
|  | Parvularculales   |
|  |                   |

|  | "Rhizobiales"   |
|  |                 |
|  | Caulobacterales |
|  |                 |

|  | "Rhodobacterales" |
|  |                   |
|  | Parvularculales   |
|  |                   |

|  | "Rhizobiales"   |
|  |                 |
|  | Caulobacterales |
|  |                 |

|  | "Rhodobacterales" |
|  |                   |
|  | Parvularculales   |
|  |                   |

|  | "Rhizobiales"   |
|  |                 |
|  | Caulobacterales |
|  |                 |

|  | "Rhodobacterales" |
|  |                   |
|  | Parvularculales   |
|  |                   |

|  | "Rhizobiales"   |
|  |                 |
|  | Caulobacterales |
|  |                 |

|  | "Rhodobacterales" |
|  |                   |
|  | Parvularculales   |
|  |                   |

|  | "Rhizobiales"   |
|  |                 |
|  | Caulobacterales |
|  |                 |

|  | "Rhodobacterales" |
|  |                   |
|  | Parvularculales   |
|  |                   |

|  | "Rhizobiales"   |
|  |                 |
|  | Caulobacterales |
|  |                 |

|  | "Rhodobacterales" |
|  |                   |
|  | Parvularculales   |
|  |                   |

|  | "Rhizobiales"   |
|  |                 |
|  | Caulobacterales |
|  |                 |

|  | "Rhodobacterales" |
|  |                   |
|  | Parvularculales   |
|  |                   |

|  | "Rhizobiales"   |
|  |                 |
|  | Caulobacterales |
|  |                 |

|  | "Rhodobacterales" |
|  |                   |
|  | Parvularculales   |
|  |                   |

|  | "Rhizobiales"   |
|  |                 |
|  | Caulobacterales |
|  |                 |

|  | "Rhodobacterales" |
|  |                   |
|  | Parvularculales   |
|  |                   |

|  | "Rhizobiales"   |
|  |                 |
|  | Caulobacterales |
|  |                 |

|  | "Rhodobacterales" |
|  |                   |
|  | Parvularculales   |
|  |                   |

|  | "Rhizobiales"   |
|  |                 |
|  | Caulobacterales |
|  |                 |